# Marek Němec
Marek Němec (* 24. dubna 1981 Cheb, Československo) je český herec, režisér a dabér.

## Životopis
Vystudoval střední průmyslovou školu stavební a poté herectví na Divadelní fakultě Akademie múzických umění. Od roku 2001 hraje v divadelním spolku Kašpar, působil též v Činoherním studiu v Ústí nad Labem. Vyučuje herectví na katedře činoherního divadla DAMU. Též ztvárnil řadu televizních a filmových rolí, širšímu publiku se představil zejména jako reportér Tomáš Winter v seriálech Expozitura a jeho pokračování Atentát.
Kromě herectví se též věnuje divadelní režii, poprvé režíroval představení Terminus v Divadle v Celetné. V roce 2013 byl nominován na Cenu Alfréda Radoka v kategorii talent roku. V roce 2016 též stál za inscenací Bertolta Brechta, Baal, ve Švandově divadle.
Od září 2013 moderuje na ČT Déčko rodinný pořad TamTam, kde se střídá s Michaelou Maurerovou. Též moderuje dětský pořad Studio kamarád.
V televizních seriálech Sestřičky a 1. mise ztvárnil roli MUDr. Davida Hofbauera.

## Filmografie
| Rok  | Název                           | Role                      | Poznámky                                              |
| ---- | ------------------------------- | ------------------------- | ----------------------------------------------------- |
| 2001 | Jak ukrást Dagmaru              | řidič                     | film                                                  |
| 2001 | Naráz                           | mladík                    | studentský film                                       |
| 2004 | Non Plus Ultras                 | Lukáš Hrubý               | film                                                  |
| 2006 | Kabaret z maringotky            | účinkující Marek          | televizní pořad pro děti                              |
| 2006 | Ordinace v růžové zahradě       | Hynek Páleník             | televizní seriál                                      |
| 2007 | Trapasy                         | zemědělec                 | televizní cyklus, povídka „Rivalové“                  |
| 2007 | Ordinace v růžové zahradě       | Hynek Páleník             | televizní seriál                                      |
| 2009 | Protektor                       | voják                     | film                                                  |
| 2009 | Snění o samotě                  | Richard                   | studentský film                                       |
| 2010 | Kriminálka Anděl                | Ing. David Hlaváč         | televizní seriál, epizoda: „Legionář“                 |
| 2010 | Zázraky života                  | Petr Nováček              | televizní seriál                                      |
| 2010 | 3 plus 1 s Miroslavem Donutilem | notář                     | televizní cyklus s tématem Rybáři, povídka „Rybníček“ |
| 2011 | Expozitura                      | Mgr. Tomáš Winter         | televizní seriál                                      |
| 2012 | Zdivočelá země                  | Radek Nerad               | televizní seriál                                      |
| 2012 | Vánoční hvězda                  | milenec Fouskové          | televizní film                                        |
| 2013 | Jako nikdy                      | Tomáš Sýkora              | film                                                  |
| 2014 | MY 2                            | syn sousedky              | film                                                  |
| 2015 | Atentát                         | Mgr. Tomáš Winter         | televizní seriál                                      |
| 2015 | Vraždy v kruhu                  | kpt. Mgr. Diviš Mrštík    | televizní seriál                                      |
| 2016 | Pravý rytíř                     | trpaslík                  | pohádka, televizní film                               |
| 2016 | Michalova doprava               | auto Kolečko (dabing)     | TV pořad                                              |
| 2016 | Jetelín                         | Karlík                    | komediální televizní seriál, epizoda: „Malý Karlík“   |
| 2017 | Absence blízkosti               | Roman Malý                | televizní film                                        |
| 2017 | Modrý kód                       | MUDr. David Hofbauer      | televizní seriál                                      |
| 2017 | Labyrint                        | Libor Pěnička             | televizní seriál                                      |
| 2018 | Modrý kód                       | MUDr. David Hofbauer      | televizní seriál                                      |
| 2018 | Lynč                            | nprap. Bc. Vojta Marek    | televizní seriál                                      |
| 2019 | Ženská na vrcholu               | Michal Berger             | film                                                  |
| 2019 | Ke startu připravit!            |                           | animovaný film                                        |
| 2019 | Občanka                         | Pavel Břich               | televizní seriál, epizoda: „Rozvod“                   |
| 2020 | Poldové a nemluvně              | npor. Bc. Kamil Mlejnek   | televizní seriál                                      |
| 2020 | Sestřičky                       | MUDr. David Hofbauer      | televizní seriál                                      |
| 2020 | EINSTEIN                        | kpt. Mgr. Jakub Hládek    | televizní seriál                                      |
| 2021 | Sestřičky                       | MUDr. David Hofbauer      | televizní seriál                                      |
| 2021 | 1. mise                         | MUDr. David Hofbauer      | televizní seriál                                      |
| 2021 | K čemu jsou barvy               | Daniel                    | krátký 16 minutový film                               |
| 2022 | 1. mise                         | MUDr. David Hofbauer      | televizní seriál                                      |
| 2022 | Máme rádi Česko                 | sám sebe                  | soutěžní zábavná show                                 |
| 2022 | Spolu                           | Marek                     | film                                                  |
| 2022 | Zoo                             | Charlie Rakušan           | televizní seriál                                      |
| 2022 | Za vším hledej ženu             | Martin                    | film                                                  |
| 2022 | Pan profesor                    | JUDr. Petr Kučera         | televizní seriál                                      |
| 2023 | Zoo                             | Charlie Rakušan           | televizní seriál                                      |
| 2023 | Místo činu České Budějovice     | Vladimír Korec            | televizní seriál epizoda: „Oběšenec“                  |
| 2023 | Poslední oběť                   | kpt. Mgr. Stanislav Fučík | televizní seriál                                      |
| 2025 | ZOO Nové začátky                | Charlie Rakušan           | televizní seriál                                      |

## Divadlo (výběr)
- 2000 William Shakespeare: Richard III., Buckingham, Divadlo v Celetné, režie Jakub Špalek
- 2002 Jerzy Morawiecki: Krása a půvab perverzit, Marek, Divadlo v Celetné, režie Filip Nuckolls
- 2002 Mark Ravenhill: Polaroidy, Nick, Divadlo DISK, režie Natálie Deáková
- 2006 Tom Stoppard: Rosenkrantz a Guildenstern jsou mrtvi, Rosenkrantz, Divadlo v Celetné, režie Filip Nuckolls
- 2007 Georg Büchner: Vojcek, Doktor, Činoherní studio Ústí nad Labem, režie Filip Nuckolls
- 2008 Chuck Palahniuk, Johana Součková: Klub rváčů, Já, Činoherní studio Ústí nad Labem, režie Filip Nuckolls
- 2010 Fjodor Michajlovič Dostojevskij: Běsi, Kirilov, Divadlo v Celetné, režie Alexander Minajev
- 2011 Paul Claudel: Polední úděl, Mesa, Divadlo v Dlouhé, režie Hana Burešová
- 2012 Alexandre Dumas: Tři mušketýři, D’Artagnan, Divadlo v Dlouhé, režie Hana Burešová
- 2012 William Shakespeare: Romeo a Julie, Kapuletová, Činoherní studio Ústí nad Labem, režie Filip Nuckolls
- 2014 William Shakespeare: Mnoho povyku pro nic, Benedik, Divadlo v Dlouhé, režie Hana Burešová
- 2015 Ladislav Klíma: Lidská tragikomedie, Odjinud, Divadlo v Dlouhé, režie Hana Burešová
- 2015 Dennis Kelly: Sirotci, Denny, Divadlo v Celetné, režie Filip Nuckolls
- 2018 Anna Ziegler: Snímek 51, Francis Crick, Divadlo v Celetné, režie Filip Nuckolls
- 2020 Michael Frayn: Bez roucha, Divadlo v Dlouhé, režie Hana Burešová
- 2022 William Shakespeare: Macbeth, Shakespearovské slavnosti, Pražský hrad, (titulní role), režie Jakub Krofta
- 2024 Stefan Vögel: Oko tygra, Komorní divadlo Kalich, režie Jakub Nvota[4]

### Režie
- 2010 Johann Wolfgang Goethe: Utrpení mladého Werthera, Divadlo 6-16
- 2013 Mark O´Rowe: Terminus, Divadlo v Celetné
- 2016 Bertolt Brecht: Baal, Švandovo divadlo na Smíchově
- 2016 Ivan Vyrypajev: Opilí, Divadlo v Celetné
- 2016 Mark O´Rowe: Howie a Rookie Lee, Divadlo Josefa Kajetána Tyla
- 2019 Josef Kajetán Tyl: Švanda dudák, Divadelní léto pod plzeňským nebem
- 2019 Will Eno: Middletown, Divadlo Josefa Kajetána Tyla

### Videoklipy
- 2016 Chinaski: „Slovenský klín“[5]